# Źródło Sowiarka
Źródło Sowiarka – źródło w południowej części Niegoszowic w przysiółku Sowiarka w powiecie krakowskim.
Znajduje się w Rowie Krzeszowickim pod górą Chełm przy drodze krajowej 79. Wypływający ze źródła potok po ok. 100 m wpływa prawobrzeżnie do rzeki Rudawy. W pobliżu źródła istniał kiedyś browar o tej samej nazwie.